# Hallsberg
Hallsberg – miejscowość (tätort) w środkowej Szwecji, w regionie administracyjnym (län) Örebro. Siedziba władz (centralort) gminy Hallsberg. Niewielka część (49 ha) tätortu Hallsberg leży w granicach gminy Kumla.
Miejscowość położona jest w prowincji historycznej (landskap) Närke, ok. 25 km na południe od Örebro. Od 2. połowy XIX wieku w Hallsbergu znajduje się jeden z największych i najważniejszych w Szwecji węzłów kolejowych; krzyżują się tutaj linie ze Sztokholmu do Göteborga (Västra stambanan), linia Mjölby - Storvik (Godsstråket genom Berglslagen) oraz linia z Örebro i Västerås (Mälarbanan). 
Jedną z turystycznych atrakcji Hallsbergu jest dom kupca Adolfa Bergöö, zaprojektowany przez architekta Ferdinanda Boberga. W największym pokoju budynku znajduje się ścienne malowidło wykonane przez Carla Larssona, który był zięciem Adolfa Bergöö.
W 2010 r. Hallsberg liczył 7122 mieszkańców, z czego 7053 w granicach gminy Hallsberg oraz 69 w granicach gminy Kumla.